# Mamoun Beheiry
Mamoun Ahmed Abdel Wahab Beheiry (* Oktober 1925 in Um Ruaba; † August 2002 im Sudan) war ein sudanesischer Wirtschaftswissenschaftler, erster Präsident der Afrikanischen Entwicklungsbank (AfEB) und mehrmals Minister für Finanzen seines Heimatlandes.

## Leben
Beheiry wurde in Um Ruaba geboren und wuchs in der Großstadt Wad Madani auf, wo er die Grund- und Mittelschule besuchte. Um sich weiterbilden zu können, ging er ans Victoria College ins ägyptische Alexandria und von dort aus weiter ins Vereinigte Königreich; der Sudan gehörte damals als Anglo-Ägyptischer Sudan als Kolonie zum Britischen Empire. 1946 wurde er am Brasenose College der University of Oxford aufgenommen, das er 1949 mit einem Bachelor of Arts (Hons.) in Philosophie, Politikwissenschaft und Wirtschaftswissenschaft verließ.
Von 1950 bis 1952 war er Inspector of Finance (Finanzkontrolleur), von 1952 bis 1954 Senior Inspector [of Finance] (Haupt-Finanzkontrolleur), von 1954 bis 1956 Joint Secretary (zweiter Sekretär) im Ministerium für Finanzen und Ökonomie sowie von 1956 bis 1958 Deputy Under Secretary (Staatssekretär) für ausländische Finanzierung und Entwicklung sowie im Vorstand der Sudan Agricultural Credit Bank. Zeitgleich war er von 1952 bis 1963 Mitglied des Verwaltungsrates der Universität Khartum sowie von 1957 bis 1963 Mitglied des Stadtrates von Khartum.
Im Februar 1960 wurde er erster Direktor der neugegründeten Zentralbank von Sudan, was er bis 1963 blieb. Von 1963 bis 1964 war er Minister für Finanzen und Wirtschaft, was ihn zu einem der Ersten in Afrika geborenen machte, der „im Westen“ studiert hat und später in der Heimat Minister wurde.
Während des ersten Treffens des Board of Directors der Afrikanischen Entwicklungsbank (AfEB) vom 4. bis 7. November 1964 in Lagos, das hauptsächlich aus Finanzministern der Mitgliedsstaaten bestand, wurde Beheiry zum ersten Präsident der am 4. August 1963 gegründeten AfEB gewählt, dessen Grundidee er bereits seit der All African People's Conference 1960 in Tunis anhing und im August 1963 Vorsitzender einer Plenarsitzung von 33 Finanzministern in der sudanesischen Hauptstadt Khartoum wurde, die Vorläufer der Konferenz der Finanzminister war, auf der Vorbereitungen zur Gründungen einer Entwicklungsbank vorangebracht wurde. Des Weiteren war Beheiry Mitglied des im Juni 1962 in Monrovia von der Ministerkonferenz aus neun Staaten einberufenen Committee of Nine (Komitee der Neun), die die Gründung einer afrikanischen Entwicklungsbank koordinieren und vorantreiben sollte, wofür sie Delegationen in afrikanische und nicht-afrikanische Staaten schickte; Beheiry leitete die Delegation nach Europa, die die Niederlande, Frankreich, das Vereinigte Königreich und West-Deutschland besuchte.
In seine Amtszeit fällt der Einzug in den Hauptsitz in Abidjan im März 1965 und die Aufnahme der Arbeiten mit anfangs 10 Mitarbeitern im Juli 1966 sowie schließlich die ersten beiden Entwicklungsverträge der AfEB in Höhe von 2,3 Mio. US-Dollar für eine Kapitalbeteiligung in der Nationalen Entwicklungsbank von Sierre Leone und ein Darlehen zur Finanzierung einer Straßen in Kenia im Jahr 1967.
1969 ließ er sich auf Bitten des Board of Governors als Präsident wiederwählen, legte das Amt aber am 19. Januar 1970 nieder und wurde vom Vizepräsident Abdelwahab Labidi abgelöst.
Im Januar 1975 wurde er zum zweiten Mal zum Minister für Finanzen und nationaler Wirtschaft ernannt. Ab Februar 1976 wurde er Minister für Finanzen, ökonomische Planung nationale Wirtschaft und zudem Economic Advisor (Wirtschaftsberater) für den Vize-Präsidenten und den Ministerpräsidenten des Sudan.
In den folgenden Jahren war er Chairman in mehreren Banken: Islamic Cooperative Bank, Sudanese French Bank, El-Nilein Insurance Company Sudan Shipping Lines und der Alliance Co. LTD for Trade.
Beheiry verstarb im August 2002 im Sudan und hinterließ Frau sowie eine Tochter und einen Sohn der insgesamt vier gemeinsamen Kinder.

## Schriften
- Glimpses from the Life of a Sudanese Public Servant. Sudanc: M.O.Basheer Centre for Sudanese Studies, 2003.